# Scutovertex glandulosus
Scutovertex glandulosus är en kvalsterart som beskrevs av Balogh och Sandór Mahunka 1965. Scutovertex glandulosus ingår i släktet Scutovertex och familjen Scutoverticidae. Inga underarter finns listade i Catalogue of Life.